# Италия на зимних Олимпийских играх 1980
Италия принимала участие в зимних Олимпийских играх 1980 года в Лейк-Плэсиде (США) в тринадцатый раз за свою историю и завоевала две серебряные медали в санном спорте. Сборную страны представляли 46 спортсменов: 34 мужчины и 12 женщин. Итальянцы не сумели выиграть ни одного золота на зимней Олимпиаде впервые с 1964 года.

## Серебро
- Санный спорт, мужчины-одиночки — Пауль Хильдгартнер.
- Санный спорт, мужчины-двойки — Карл Бруннер и Петер Гшнитцер.